# Gekko thakhekensis
Gekko thakhekensis es una especie de gecos de la familia Gekkonidae.

## Distribución geográfica yhábitat
Es endémica del centro de Laos. Su rango altitudinal oscila entre 168 y 170 m s. n. m..